# André Robin (bobsleista)
André Marius Robin (ur. 10 października 1922 w Beaumont-Monteux, zm. 4 czerwca 2007 w Coublevie) – francuski bobsleista, dwukrotny uczestnik igrzysk olimpijskich.

## Życiorys
Wystąpił na zimowych igrzyskach olimpijskich w 1952 w Oslo, gdzie zajął 5. miejsce w konkurencji dwójek (jego partnerem był Henri Rivière) i 11. miejsce w konkurencji czwórek (wraz z nim załogę stanowili Joseph Chatelus, Louis Saint Calbre i Rivière).
Na kolejnych zimowych igrzyskach olimpijskich w 1956 w Cortina d’Ampezzo nie ukończył konkurencji dwójek (wycofał się po dwóch wyścigach, jego partnerem był Lucien Grosso), a w czwórkach zajął 18. miejsce (wraz z nim jechali Pierre Bouvier, Jacques Panciroli i Grosso).